# Виталийские братья
Виталийские братья, витальеры, виталийцы (швед. fetaliebröder, vitalianer, vitaliebröder, нем. Vitalienbrüder) — средневековые пираты, которые в конце XIV в. — первой половине XV в. активно действовали в Балтийском и Северном морях.

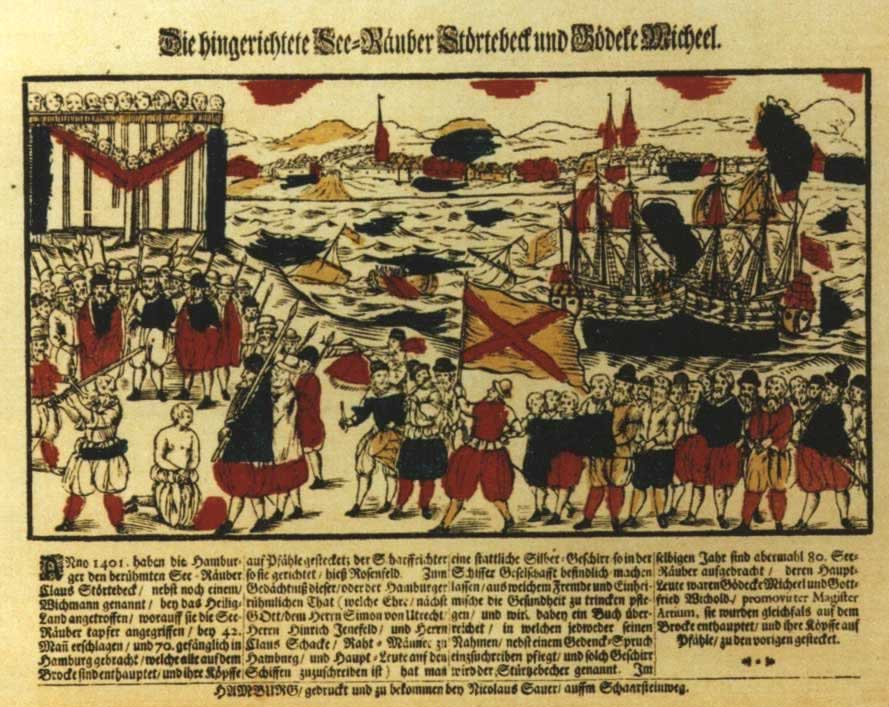
Казнь виталийских братьев в Гамбурге. Лубок 1701 г.

## История
Название «виталийские братья» обычно связывают в истории Северной Европы с теми каперами, которые вступили на мекленбургскую службу после того, как шведский король Альбрехт Мекленбургский был в 1389 г. взят в плен датской королевой Маргретой I.
Маргрете, захватившей после битвы при Фалькчёпинге практически всю Швецию, не подчинился лишь Стокгольм, который оборонялся немецким гарнизоном и горожанами, большая часть из которых были немцами. Уже давно существовавшее напряжение в отношениях между немцами и шведами вылилось в так называемые убийства на Чепплинге.
Немцы, которые, возможно, не без оснований подозревали шведов в сговоре с Маргретой, образовали сообщество, члены которого за свои головные уборы получили название «капюшонных братьев». Они всячески преследовали шведов, пока, наконец, не составили вместе с городским гарнизоном заговор против них.
14 июня 1389 г. виднейшие члены Совета шведского происхождения были предательски схвачены в ратуше, отвезены в замок и подвергнуты пыткам. На следующий день трое из них были сожжены, остальных эта же участь постигла 17 числа на Чепплингехольмене (ныне Бласиехольмен). Более трёхсот горожан-шведов были изгнаны из Стокгольма.
В 1391 г., после того как королева осадила Стокгольм, мекленбургские герцоги, а также города Росток и Висмар, объявили, что их гавани открыты для любого, кто «на свой страх и риск осмелится наносить ущерб Датскому королевству». Уже в том же году в Балтийском море объявилось множество пиратов, называвших себя виталийцами (от н.-нем. vitalie — провиант). По большей части ими предводительствовали мекленбургские дворяне, среди которых выделялись Аренд Штюке и Клаус Милис.
Поскольку у Маргреты практически не было флота, виталийцы могли беспрепятственно оказывать помощь Стокгольму, подвозя продовольствие, от которого предположительно и произошло их название. В 1393 г. они разграбили Берген, а в 1394 разорили Мальмё и захватили Готланд. Вскоре, однако, они начали нападать на суда как врагов, так и друзей без разбора, и ганзейские города были вынуждены вмешаться, чтобы принудить стороны к заключению мира.
В 1395 г. при посредничестве Ганзы в Линдхольме был заключён договор, по которому Альбрехт получал свободу, а Стокгольм в качестве залога за оговоренную сумму выкупа передавался на три года ганзейцам. Однако, несмотря на это, виталийские братья продолжили пиратствовать на Балтике. Их боевым кличем стало «друзья Господа и враги всех».
Их главным прибежищем теперь сделалось финское побережье, где им покровительствовал сын Бу Йонссона Гриппа Кнут Буссон, а также Готланд, где ими предводительствовали герцог Эрик Мекленбургский, а после его смерти Свен Стуре. На время им удалось даже захватить Або, Выборг, а также ряд крепостей на финском берегу.
В 1398 г. Немецкий орден под руководством Великого магистра Конрада фон Юнгингена захватил Готланд, тем самым снизив, но не устранив полностью, влияние братьев на Балтике. В этом же году Свен Стуре, Аренд Штюке и Кнут Буссон были вынуждены подчиниться королеве Маргрете.
Впоследствии пираты перенесли свою деятельность в Северное море, чему во многом способствовали распри во Фрисландии. Среди предводителей виталийских братьев здесь особо прославился Клаус Штёртебекер, чьи похождения послужили сюжетом для народных песен, а в более поздние времена и для романтических стихов.
В 1401 г. гамбуржцы одержали возле Гельголанда победу над Штёртебекером. Он был взят в плен и казнён. Впрочем, это принесло успокоение лишь на короткое время, и пиратство продолжалось вплоть до 30-х гг. XV в.
На Балтике виталийские братья вновь появляются во время войны между Эриком Померанским и графами Гольштинскими (с 1416 г.), когда последние опять, как когда-то герцоги мекленбургские, открыли свои порты для каперов, которым в 1429 г. снова удалось разорить Берген. Позднее во время пребывания Эрика на Готланде (1438—1449) остров вновь стал пристанищем пиратов. Виталийские братья исчезают лишь после отъезда Эрика в Померанию.

## В литературе и кино
- В 1950 г. немецкий писатель Вилли Бредель написал исторический роман о Клаусе Штёртебекере Die Vitalienbrüder, который был переведён на русский язык в 1975 г. (Бредель В. Братья витальеры. — Л., 1975).
- В 2006 г. на экраны вышел немецкий же фильм Störtebeker, получивший в российском прокате название «Сердце пирата», в котором также повествуется о приключениях Штёртебекера.
- Немецкая фолк-метал-группа In Extremo посвятила Штёртебекеру одноимённую песню («Stortebeker»)